# Michel Le Moignan
Michel Le Moignan, né le 7 novembre 1919 à Grande-Rivière, Québec et mort le 20 décembre 2000 à Chandler (Québec), est un prêtre, historien, professeur et homme politique québécois.
Il a étudié chez les Cisterciens de Val-d'Espoir, au Séminaire de Gaspé, ainsi qu'à l'Université Laval et à l'Université d'Ottawa. Il a été ordonné prêtre en 1949. Par la suite, il a été professeur et directeur au Séminaire de Gaspé, enseignant notamment la littérature et l'histoire du Canada pendant 18 ans. Il a été curé de Douglastown en 1967 et de la paroisse Saint-Albert-de-Gaspé de 1968 à 1976.  
Il a été député de la circonscription de Gaspé pour l'Union nationale de 1976 à 1981. Il a aussi été le chef intérimaire de son parti du 3 mars 1980 au 9 janvier 1981, entre la démission de Rodrigue Biron et l'élection de Roch La Salle.
Il s'est aussi intéressé à l'histoire de la Gaspésie, ayant contribué à fonder la Société historique de la Gaspésie en 1962 et la Revue d'histoire de la Gaspésie en 1963, et a publié de nombreux articles et quelques livres historiques et généalogiques,.